# Хагн, Шарлотта фон

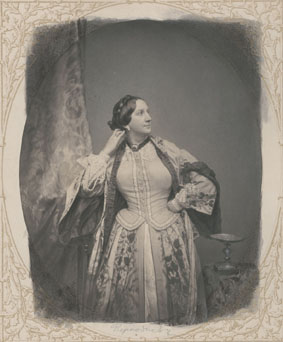
Фотография Франца Ганфштенгля (дата неизвестна)

Шарлотта фон Хагн (нем. Charlotte von Hagn; 23 марта 1809, Мюнхен — 23 апреля 1891, там же) — немецкая актриса эпохи бидермайера.

## Биография
Шарлотта фон Хагн родилась в немецком Мюнхене в семье предпринимателя Карла фон Хагна и его жены Йозефы Шваб. Её младшим братом был художник Людвиг фон Хагн.
При её первом же появлении на сцене Мюнхенском придворного театра в 1828 года публика устроила ей овацию, она имела огромный успех в театрах Вены, Дрездена, Берлина и Будапешта.
С 1838 по 1846 год она состояла в труппе берлинского Королевского драматического театра. Хагн выступала в Санкт-Петербурге, Гамбурге, Будапеште и других городах и, вероятно, везде получала положительные отзывы. Её успех в исполнении ролей в комедиях, по-видимому, основывался на её красоте и манерах. Хагн описывали как остроумную и обаятельную собеседницу, её соперницей на сцене была Каролина Бауэр, театральные зрители даже делились на «агнерианцев» и «бауэрианцев». Гораздо менее удачно для неё складывалось исполнение трагических ролей. Остроумные экспромты Бауэр дали ей прозвище «немецкой Дежазе».
Весной 1848 года Шарлотта фон Хагн вышла замуж за помещика Александра фон Овена и ушла со сцены, но в 1851 году развелась. У неё были романы с Ференцем Листом, который называл её любовницей двух королей, и, возможно, с баварским королём Людвигом I. Последний в 1828 году заказал её портрет своему придворному художнику Йозефу Карлу Штилеру для своей Галереи красавиц.
После развода Шарлотта фон Хагн некоторое время жила в Готе, а затем в Мюнхене, где и умерла в апреле 1891 года. Она была похоронена как Шарлотта фон Овен на Старом южном кладбище в Мюнхене. Её могила сохранилась.